# 斯普利特西爾克 (喬治亞州)
斯普利特西爾克（英語：Split Silk）是位於美國喬治亞州沃爾頓縣的一個非建制地區。該地的面積和人口皆未知。

## 地理
斯普利特西爾克的座標為33°49′46″N 83°50′30″W / 33.82944°N 83.84167°W，而該地的平均海拔高度為282米（即925英尺）。